# Capitonius nigritus
Capitonius nigritus är en stekelart som först beskrevs av John Obadiah Westwood 1882.  Capitonius nigritus ingår i släktet Capitonius och familjen bracksteklar. Inga underarter finns listade.